# Velika Trnovitica
Velika Trnovitica es un municipio de Croacia en el condado de Bjelovar-Bilogora.

## Geografía
Se encuentra a una altitud de 140 m s. n. m. a 115 km de la capital nacional, Zagreb.

## Demografía
En el censo 2011 el total de población del municipio fue de 1 370 habitantes, distribuidos en las siguientes localidades:
- Gornja Ploščica -  39
- Gornja Trnovitica - 56
- Mala Mlinska -  81
- Mala Trnovitica - 58
- Mlinski Vinogradi - 31
- Nova Ploščica - 345
- Velika Mlinska -  129
- Velika Trnovitica - 631

| Gráfica de población de Velika Trnovitica 1857-2011                 |
|                                                                     |
| Según los censos de población de la oficina estadística de Croacia. |